# Bulkenaar
Bulkenaar is een buurtschap in de gemeente Roosendaal in de Nederlandse provincie Noord-Brabant. Het ligt een kilometer ten zuidwesten van de stad Roosendaal aan de spoorlijn naar Bergen op Zoom. Het is grotendeels een agrarisch gebied (een voormalig beekdal) dat wordt ingesloten door drie wegen (de Bulkenaarse straat, de Huijbergse weg en de snelweg A58). Langs deze wegen is een niet-aangesloten lintbebouwing van vrijstaande woningen en boerderijen met schuren en loodsen. De landbouwgrond wordt hoofdzakelijk benut voor akkerbouw: de teelt van fritesaardappelen, cichorei, suikerbieten en het verbouwen van snijmais. Ook is er een varkenshouderij met bijna duizend varkens en worden er op meerdere percelen paarden gehouden.

## Ziekenhuis
In 2019 werd bekend dat de gemeente Roosendaal en het bestuur van het Bravis-ziekenhuis het gebied wilden benutten voor nieuwbouw van het Bravis-ziekenhuis. Het moet de ziekenhuizen in Bergen op Zoom en Roosendaal vervangen. De start van de bouw op locatie Bulkenaar is voorzien voor 2026. Naar verwachting zal het ziekenhuis in 2029 klaar zijn.
De aan- en omwonenden van Bulkenaar en de wijk Tolberg hebben zich vanaf de bekendmaking van de plannen positief-kritisch opgesteld tegenover de voornemens tot bouw van deze regionale zorgcluster op locatie Bulkenaar. Aanvankelijk werd gesproken over de bouw van een nieuw ziekenhuis. Inmiddels spreekt men over een zorgcluster, omdat het de bedoeling is dat in dit gebied op termijn meer zorggerelateerde activiteiten worden ontplooid. Vooral de te verwachten toename van verkeersbewegingen, meer dan 500.000 per jaar waarvan een groot deel door en direct langs de nabij gelegen woonwijk Tolberg, was voor veel omwonenden aanleiding inspraakavonden te bezoeken.
In 2020 kwam de gemeente Roosendaal met een plan voor de ontsluiting van Bulkenaar in combinatie met een zuidelijke ontsluiting van de wijk Tolberg. Ook werd een groene buffer nabij de Tolbergvijver voorgesteld.

## Bodemvondsten
In 2020-2021 werd in Bulkenaar door amateurs met metaaldetectoren de bodem afgezocht. Er werden  munitieresten uit de Tweede Wereldoorlog gevonden. Na een melding aan de politie van Roosendaal werd de gevaarlijke munitie door de Explosievenopruimingsdienst opgehaald en elders tot ontploffing gebracht. Er werden ook musketkogels en oude munten gevonden. Mogelijk zijn deze bodemvondsten hier terecht gekomen met middeleeuws huisafval.
Stad: Roosendaal      Dorpen: Heerle · Moerstraten · Nispen · Wouw · Wouwse Plantage

Buurtschappen: Akker · Boeiink · Borteldonk · Brembosch · Bulkenaar · De Rotting · Everland · Haiink · Hazelaar · Heijbeek · Hoevestein · Hollandsdiep · Hulsdonk · Kruisstraat · Nieuwenberg · Oostlaar · Plantage Centrum · Vijfhoek · Vinkenbroek · Visdonk · Vleet · Vroenhout · Wouwse Hil · Zoomvliet

Noord-Brabant: Steden en dorpen      Nederland: Provincies · Gemeenten